# Higashidōri, Aomori

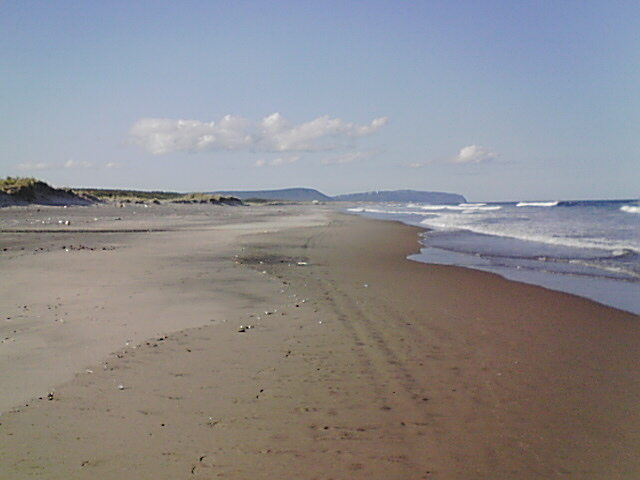
Cồn cát Sarugamori

Higashidōri (東通村 Higashidōri-mura) là một ngôi làng thuộc huyện Shimokita, tỉnh Aomori, Nhật Bản. Tính đến ngày 1 tháng 10 năm 2020, dân số ước tính ngôi làng là 5.955 và mật độ dân số là 20 người/km2. Tổng diện tích ngôi làng là 295,27 km2.

## Địa lý

### Đô thị lân cận
- Tỉnh Aomori
  - Mutsu
  - Yokohama
  - Rokkasho

### Khí hậu
| Dữ liệu khí hậu của Odanosawa, Higashidōri, Aomori | Dữ liệu khí hậu của Odanosawa, Higashidōri, Aomori | Dữ liệu khí hậu của Odanosawa, Higashidōri, Aomori | Dữ liệu khí hậu của Odanosawa, Higashidōri, Aomori | Dữ liệu khí hậu của Odanosawa, Higashidōri, Aomori | Dữ liệu khí hậu của Odanosawa, Higashidōri, Aomori | Dữ liệu khí hậu của Odanosawa, Higashidōri, Aomori | Dữ liệu khí hậu của Odanosawa, Higashidōri, Aomori | Dữ liệu khí hậu của Odanosawa, Higashidōri, Aomori | Dữ liệu khí hậu của Odanosawa, Higashidōri, Aomori | Dữ liệu khí hậu của Odanosawa, Higashidōri, Aomori | Dữ liệu khí hậu của Odanosawa, Higashidōri, Aomori | Dữ liệu khí hậu của Odanosawa, Higashidōri, Aomori | Dữ liệu khí hậu của Odanosawa, Higashidōri, Aomori |
| Tháng                                              | 1                                                  | 2                                                  | 3                                                  | 4                                                  | 5                                                  | 6                                                  | 7                                                  | 8                                                  | 9                                                  | 10                                                 | 11                                                 | 12                                                 | Năm                                                |
| -------------------------------------------------- | -------------------------------------------------- | -------------------------------------------------- | -------------------------------------------------- | -------------------------------------------------- | -------------------------------------------------- | -------------------------------------------------- | -------------------------------------------------- | -------------------------------------------------- | -------------------------------------------------- | -------------------------------------------------- | -------------------------------------------------- | -------------------------------------------------- | -------------------------------------------------- |
| Cao kỉ lục °C (°F)                                 | 10.8 (51.4)                                        | 14.9 (58.8)                                        | 20.4 (68.7)                                        | 26.4 (79.5)                                        | 31.1 (88.0)                                        | 29.9 (85.8)                                        | 33.5 (92.3)                                        | 34.9 (94.8)                                        | 33.6 (92.5)                                        | 26.7 (80.1)                                        | 21.5 (70.7)                                        | 19.2 (66.6)                                        | 34.9 (94.8)                                        |
| Trung bình ngày tối đa °C (°F)                     | 2.0 (35.6)                                         | 2.6 (36.7)                                         | 6.2 (43.2)                                         | 11.6 (52.9)                                        | 15.7 (60.3)                                        | 18.3 (64.9)                                        | 22.2 (72.0)                                        | 24.5 (76.1)                                        | 22.7 (72.9)                                        | 17.5 (63.5)                                        | 11.1 (52.0)                                        | 4.6 (40.3)                                         | 13.3 (55.9)                                        |
| Trung bình ngày °C (°F)                            | −1.0 (30.2)                                        | −0.7 (30.7)                                        | 2.3 (36.1)                                         | 7.2 (45.0)                                         | 11.5 (52.7)                                        | 14.7 (58.5)                                        | 18.9 (66.0)                                        | 21.2 (70.2)                                        | 18.7 (65.7)                                        | 12.9 (55.2)                                        | 6.8 (44.2)                                         | 1.2 (34.2)                                         | 9.5 (49.1)                                         |
| Tối thiểu trung bình ngày °C (°F)                  | −4.6 (23.7)                                        | −4.8 (23.4)                                        | −2.0 (28.4)                                        | 2.5 (36.5)                                         | 7.3 (45.1)                                         | 11.4 (52.5)                                        | 16.2 (61.2)                                        | 18.1 (64.6)                                        | 14.4 (57.9)                                        | 7.5 (45.5)                                         | 2.1 (35.8)                                         | −2.5 (27.5)                                        | 5.5 (41.8)                                         |
| Thấp kỉ lục °C (°F)                                | −15.8 (3.6)                                        | −16.0 (3.2)                                        | −12.2 (10.0)                                       | −8.3 (17.1)                                        | −0.6 (30.9)                                        | 3.1 (37.6)                                         | 6.0 (42.8)                                         | 8.1 (46.6)                                         | 3.4 (38.1)                                         | −1.1 (30.0)                                        | −7.0 (19.4)                                        | −11.4 (11.5)                                       | −16.0 (3.2)                                        |
| Lượng Giáng thủy trung bình mm (inches)            | 75.2 (2.96)                                        | 61.7 (2.43)                                        | 71.8 (2.83)                                        | 76.5 (3.01)                                        | 100.1 (3.94)                                       | 112.8 (4.44)                                       | 147.0 (5.79)                                       | 179.4 (7.06)                                       | 172.7 (6.80)                                       | 127.0 (5.00)                                       | 98.6 (3.88)                                        | 90.0 (3.54)                                        | 1.317,7 (51.88)                                    |
| Số ngày giáng thủy trung bình (≥ 1.0 mm)           | 14.7                                               | 12.9                                               | 13.3                                               | 10.9                                               | 10.9                                               | 10.1                                               | 11.5                                               | 11.5                                               | 11.3                                               | 12.2                                               | 14.4                                               | 14.7                                               | 148.4                                              |
| Số giờ nắng trung bình tháng                       | 95.5                                               | 117.6                                              | 169.9                                              | 195.9                                              | 200.5                                              | 157.3                                              | 130.0                                              | 145.2                                              | 153.4                                              | 159.4                                              | 113.0                                              | 96.3                                               | 1.733,9                                            |
| Nguồn: Cục Khí tượng Nhật Bản                      |                                                    |                                                    |                                                    |                                                    |                                                    |                                                    |                                                    |                                                    |                                                    |                                                    |                                                    |                                                    |                                                    |